# Oneirodes thompsoni
Oneirodes thompsoni is een straalvinnige vissensoort uit de familie van armvinnigen (Oneirodidae). De wetenschappelijke naam van de soort is voor het eerst geldig gepubliceerd in 1934 door Schultz.